# Pomerània Occidental
|  | Per a altres significats, vegeu «Voivodat de Pomerània Occidental». |

La Pomerània Occidental (en alemany Vorpommern, en polonès Pomorze Zachodnie, Pomorze Szczecińskie o Pomorze Nadodrzańskie, en caixubi Zôpadnô Pòmòrskô) és una regió geogràfica i històrica de l'oest de Pomerània, repartida avui dia en territoris al nord-oest de Polònia i al nord-est d'Alemanya.
- La part alemanya està inclosa dins l'estat federat de Mecklemburg-Pomerània Occidental. Inclou els districtes (kreis) de:
  - Rügen
  - Nordvorpommern
  - Ostvorpommern
  - Uecker-Randow

- La part polonesa té una superfície de 23.300 km² i una població d'uns 1.850.000 hab. S'inclou dins els voivodats o províncies de:
  - Pomerània Occidental (19.900 km², el 85% de la part polonesa)
  - Pomerània (3.300 km², 14%)
  - Lubusz (100 km², 0,4%)
  - Gran Polònia (20 km², 0,1%)